# Șoimi (gmina)
Șoimi – gmina w Rumunii, w okręgu Bihor. Obejmuje miejscowości Borz, Codru, Dumbrăvița de Codru, Poclușa de Beiuș, Sânnicolau de Beiuș, Șoimi, Ursad i Urviș de Beiuș. W 2011 roku liczyła 2543 mieszkańców.